# Enslaved: Odyssey to the West
Enslaved: Odyssey to the West är ett actionäventyrs-plattformsspel utvecklat av Ninja Theory och gavs ut av Namco Bandai Games till Playstation 3 och Xbox 360 i oktober 2010 i Nordamerika, Australien, Japan och Europa. En premiumversion, med samtligt DLC-innehåll, utvecklades till Microsoft Windows och Playstation 3 och gavs senare ut den 25 oktober 2013.
Berättelsen är inspirerad av romanen Färden till Västern skriven av Wu Cheng'en. Till skillnad från den ursprungliga berättelsen, som utspelade sig i en fantasiversion av det gamla Kina, utspelar sig spelet 150 år framåt i en post-apokalyptisk värld efter ett globalt krig, där små rester av mänskligheten försöker överleva i den förintade världen och samtidigt försvara sig mot de krigsmaskiner som fortfarande är aktiva sen krigets början. Liksom i den ursprungliga berättelsen kretsar handlingen kring en person som tvingar en krigare att bistå och beskydda denne, med många karaktärer som delar samma namn och roller. Spelets berättelse skrevs av Alex Garland, med röst och motion capture från Andy Serkis och Lindsey Shaw.
Spelet mottogs väl av recensenter som berömde den visuella stilen och motion capture-insatsen. Ett expansionspaket, Pigsy's Perfect 10, gavs ut till Playstation 3 och Xbox 360 i november 2010. 

## Handling
Enslaved utspelar sig 150 år in i framtiden där ett globalt krig härjat Jorden, förintat större delen av mänskligheten och lämnat världen i ett tillstånd där den plågas av kvarvarande robotar från kriget, kända som "mechs". Trots att de är från en svunnen tid följer de fortfarande sin programmering och strävar efter att fullständigt utrota fiender - i det här fallet mänskligheten.

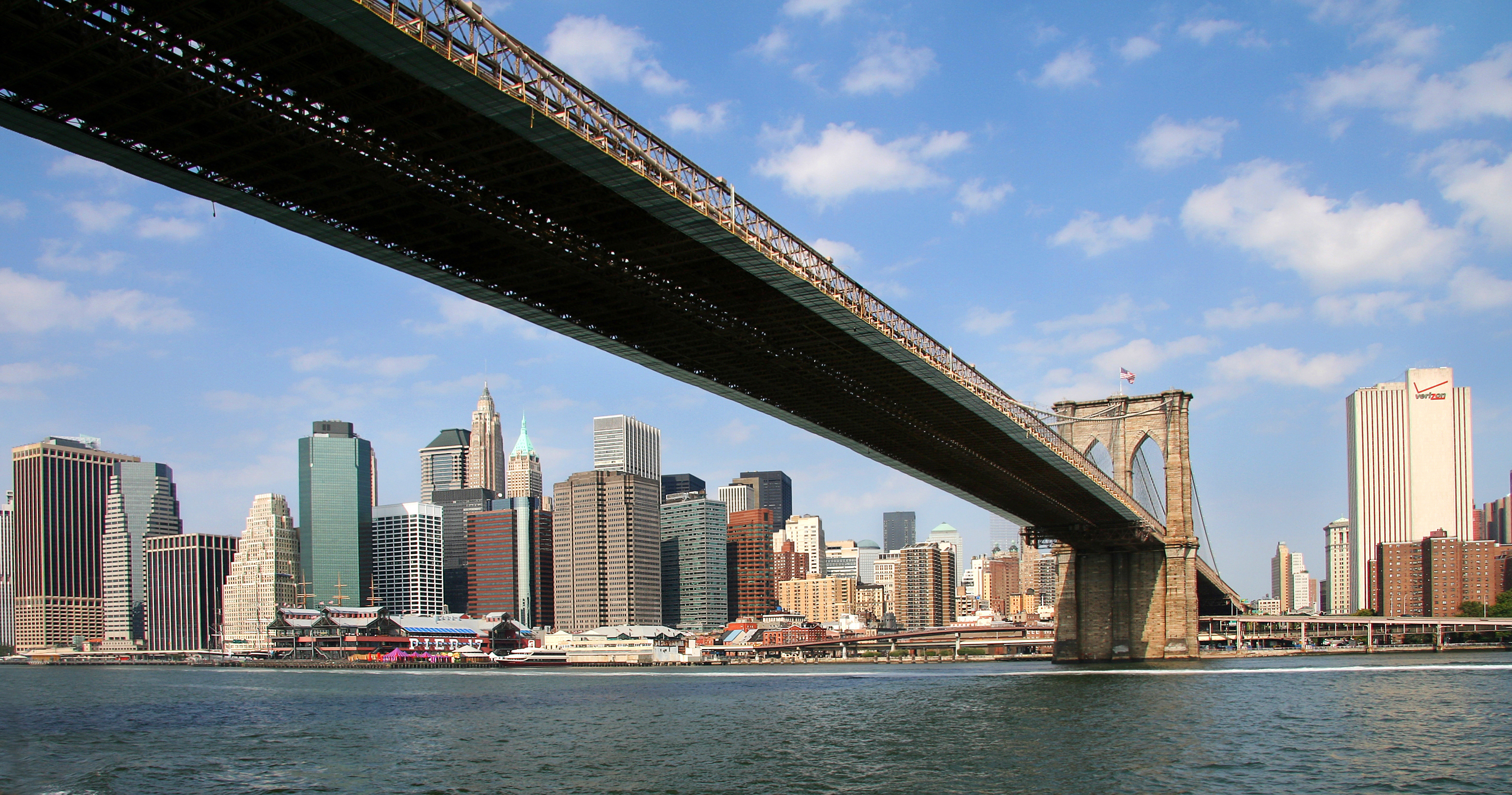
Spelet äger bland annat rum i ett framtida New York.

Spelet startar med att huvudkaraktären Monkey (Andy Serkis) vaknar i en cell ombord på ett slavskepp. Han flyr och får av misstag båten att gå sönder. Han lyckas nå en kvinna vid namn Trip (Lindsey Shaw) som försöker lämna skeppet via en kapsel, men hon skjuter iväg den utan att låta honom stiga på. När han återfår medvetandet efter ett fall upptäcker han att hon har placerat ett "slave headband" (en sorts pannband) på honom, som tvingar honom att följa hennes order och om Trip dör så dör även Monkey. Trip förklarar att hon vill återvända till sin by som är belägen nästan 50 mil bort och att hon behöver hans hjälp för att komma dit. Monkey blir arg, men går med på förslaget då han inser att han inte har något val. De två färdas genom New York mot olycksplatsen där Monkey hoppas att återfå sin motorcykel. Längs med vägen får glitchar i pannbandet honom att se visioner av vad som tycks vara livet före kriget.

## Spelupplägg
Spelaren styr "Monkey" ur ett tredjepersonsperspektiv, och använder en mängd rörelser i strid och plattformselement för att ta sig förbi hinder. I strid använder Monkey en stav som fungerar både som ett närstrids- och långdistansvapen. Staven har två typer av ammunition vid långdistansstrider i form av kraftcylindrar, orangea cylindrar används för sprängverkan och blåa cylindrar nyttjas för att paralysera fiender. Monkey kan också stå kvar och använda sin stav för samma paralyseringsattack i närstrid. Fienderna, "mechs", finns i olika varianter, några har sköldar och kan bara skadas efter att ha blivit bedövade, medan andra inte kan bli bedövade alls, vilket kräver en annan typ av strategi i strid. Vissa mechs kan också användas som vapen - Monkey kan utföra ett avslutande rörelsemönster mot dem när de har lite hälsa kvar, som att slita loss vapnet från en postering eller kasta en exploderande fiende mot andra mechs. Monkeys andra förmågor innefattar hans "force shield" som kan blockera en viss mängd skada innan skölden behöver laddas upp, samt en anordning kallad "cloud" som manifesterar sig i form av en sorts svävande bräda som kan användas för att glida över vatten eller land i höga hastigheter, och som ökar farten om den åker över blå energiklot som finns utspridda över området. Utöver strider fokuserar spelupplägget också på plattformspartier där Monkey kan klättra och hoppa mellan ruinerna i spelet. Vissa ytor och plattformar kollapsar kort efter att han nått dem, vilket kräver en snabbare passering om inte Monkey ska falla och dö.
Under spelet får Monkey sällskap av Tripitaka, eller "Trip", som ska eskorteras och skyddas under resan. Monkey har en apparat fäst vid sitt huvud som är sammankopplad med Trip. Denna apparat, ett "slave head band", kräver att Monkey håller Trip vid liv, skulle hon dö dör även han. Vid några tillfällen räcker det med att gå iväg för långt från henne för att drabbas av samma öde. Trip kan dock hjälpa Monkey komma förbi hinder ibland genom att utföra vissa handlingar som involverar hennes tekniska förmågor, exempelvis hacka säkerhetsdörrar genom att använda sin dator som sitter på hennes handled. Ibland assisterar Trip på eget initiativ och ibland på spelarens förfrågan, beroende på situationen. Under viktiga delar i spelet scannar Trip omgivningen och synliggör faror som landminor eller inväntande mechs, vilket emellanåt möjliggör för spelaren att undvika strid överhuvudtaget. Trip kan också projicera ett tillfälligt hologram som ett lockbete för att dra fiendens uppmärksamhet bort från Monkey.
Trip har ingen stridsfärdighet på egen hand vilket gör henne sårbar vid sektioner då hon blir attackerad av fiender. Hennes enda sista försvar är en EMP som används för att kortvarigt immobilisera hotande mechs, men Monkey måste fortfarande besegra dem innan de åter attackerar henne, eftersom EMP:n kräver tid för att laddas upp. Trip spelar också en roll i plattformssegmenten i spelet. Trots att hon inte är lika atletisk som Monkey har Trip möjlighet att krypa genom trånga utrymmen och bli kastad upp till plattformar som annars vore otillgängliga, samt slå på strömbrytare utom räckhåll, något som gör vissa delar av plattformsspelandet mer likt former av pusselspelande. Delar som Monkey kan hoppa eller klättra till innebär att Trip måste kastas till andra sidan eller klamra sig fast vid hans rygg. Monkey och Trip separeras vid vissa sektioner i spelet, vilket tar bort möjligheten för spelaren att använda hennes förmågor.
När fiender besegras tappar de tech-klot som kan utnyttjas för att uppgradera Monkeys förmågor som tillåter att spelaren lär sig nya rörelser och egenskaper i strid och hos anordningar. Även den totala hälsomätaren och sköldarna och skadan som kan utdelas mot fiender utökas. Klot kan också hittas utspridda över nivåer, emellanåt gömda utom synhåll, något som ibland kräver extra utforskning.

## Utveckling

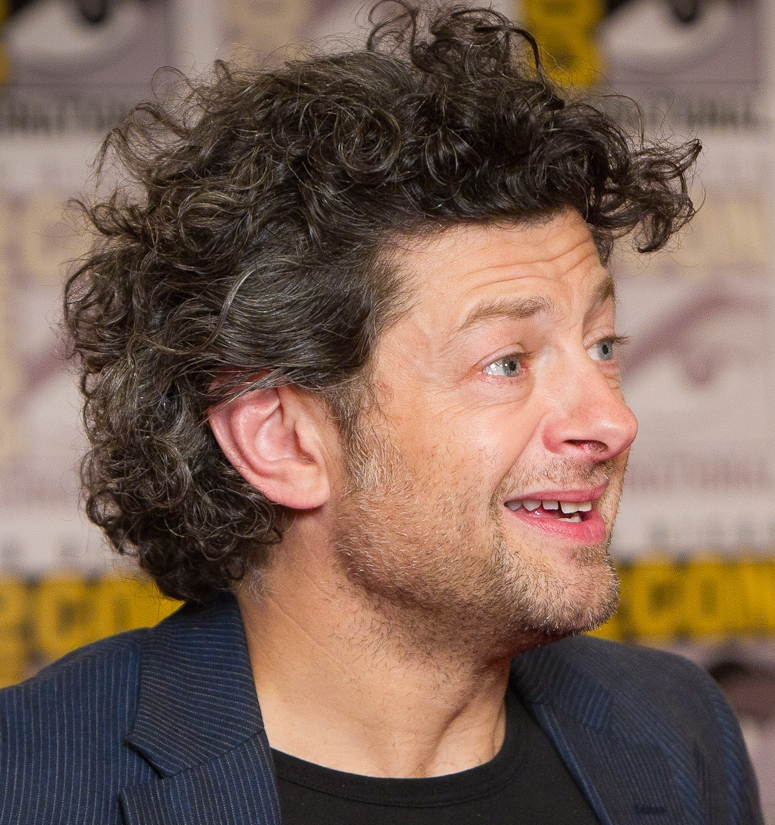
Rollen som Monkey gjordes av skådespelaren och motion capture-artisten Andy Serkis.

Enslaved: Odyssey to the West utannonserades i september 2009, inledningsvis som Enslaved, med utgivning till Xbox 360 och Playstation 3 2010. Handlingen avslöjades, de första skärmdumparna visades och andra detaljer, inklusive de medverkande Andy Serkis och Alex Garland där den förre hade jobbat med utvecklaren Ninja Theorys tidigare titel Heavenly Sword. Serkis kom först i kontakt med studion när motion capture började bli mer vanligt i datorspel. Spelupplägget utvecklades för att innehålla mer variation än deras senaste projekt, med flera ingångar till scenarior, så som smygande för att undvika strid och/eller använda Trips egna förmågor till deras fördel. Designvalet bakom detta var enligt Tameem Antionades, creative director, för att göra delar av spelupplägget mer "taktiskt", och ibland bli "ett pusselspel i förklädnad" utanför de faktiska pusseldelarna av spelupplägget. Själva stridssystemet valdes mindre utefter kombinationsstilen av attacker i de flesta stridsbetonade actionspel, för att bli mer tillgängligt strömlinjeformat och innehålla de olika förmågorna, utrustningen, fiendertyperna och scenariorna utan att bli för enkelt, något som skulle kräva eftertanke. Trips medverkan var inte menat att vara en "tung börda" i spelupplägget, då hennes unika förmågor istället skulle vara till hjälp, något som gjorde henne till "hjärnan" och Monkey till den "djuriske".
Användningen av motion capture ansågs av Serkis vara lik den i film där tekniken är en del i skapandet av en berättelse i en virtuell värld. Med hjälp av överförandet av samma metod från utvecklingen av Heavenly Sword utnyttjade studion motion capture för att gagna storyn och karaktärerna, i synnerhet med ansiktsanimationer för att fånga bättre realistiska känslor. Teknologin sades vara avancerad och krävde en matematiker för de mer komplexa delarna av kodningen. Förutom animationer av ansikten utnyttjades motion capture under cutscenes (filmsekvenser i spelet som inte är interaktiva) då många av handlingarna i själva spelandet ansågs vara "fysiskt omöjliga". Serkis tyckte att motion capture-jobbet tillät bättre insatser i själva dialogen; "om du inte känner i filmandets ögonblick att karaktären berör dig eller engagerar dig eller förflyttar dig någonstans, kommer det inte att fungera. Så du tar det rakt in i inspelningen av dialogen. Så det handlar om att försöka att hålla det dynamiska - det förhållandet på scen - igång, istället för att ha det här scenariot som normala spel har där du bara går till båset och spelar in dina repliker."

### Manus
Serkis var involverad från början i utvecklingen av Enslaved, medan Garland kom in sex månader senare, men likafullt var delaktig i manusförfattandet, som en av nyckelaspekterna av utvecklingen, enligt Antionades, var "försöka ändra riktningen av spelande sett till historieberättande, med emotionellt engagerande karaktärer". Innan dess hade enbart konceptet och karaktärsdesignen skapats. Berättelsen i spelet är ursprungligen baserad på Wu Cheng'en's verk Färden till Västern, en av de De fyra stora talspråksromanerna i Kina, där de två huvudpersonerna Monkey and Tripitaka måste resa över ett landskap där Monkey följer Tripitakas instruktioner. Romanen används mer som en grund för handlingen än en rak adaption. En av de viktigare aspekterna av manuset var karaktärerna och interaktionen. I förhållande till relationer mellan karaktärer i datorspel, med andra nämnda exempel som 2001 års Playstation 2-spel Ico, beskrev Nina Kristensen, chief of development, karaktärsförhållandet i Enslaved som ett till en början motsatsförhållande som utvecklar sig när de lär sig lita på varandra i den fientliga miljön. Manuset utvecklades för en tid separat innan det anslöts till spelutvecklarna för att "samordna" både storyn och spelupplägget. För att åstadkomma detta anställdes en person för att lära ut redigering, kamera- och filmspråkstekniker. Sådana tekniker, tillsammans med användningen av musik, nyttjades för att göra sammanhängande övergångar mellan cut-scenes och spelande.

### Utgivning
Inför spelets utgivning släpptes ett spelbart demo till Xbox Live och Playstation Network den 21 september 2010. Spelets första spelbara kapitel innehåller en scen där Monkey flyr från det kraschade slavskeppet. Nivån fungerar också som en handledning till mekaniken i spelupplägget. Tillsammans med standardutgåvan av spelet erbjöd olika återförsäljare extra innehåll till dem som förbokade spelet. Enbart i Nordamerika fanns fem olika versioner beroende på återförsäljare.
I Europa släpptes också en "Collector's Edition" som innehöll både soundtracket och en bok med konceptkonst och karaktärs- och nivådesigns. Spelet utgavs till både Playstation 3 och Xbox 360 den 5 oktober och 8 oktober 2010 i Nordamerika och Europa. 

### Försäljning
Namco Bandai hoppades att Enslaved skulle ha sålt en miljon exemplar i november 2010; men spelet hade fram till det datumet bara sålt 460 000 kopior. I september 2011 hade 730 000 exemplar uppnåtts i försäljningen men detta betraktades inte som underlag nog för att garantera en fortsättning av franchiset, så en planerad efterföljare realiserades inte.

## Mottagande
| Mottagande                         | Mottagande                             |
| Samlingsbetyg                      | Samlingsbetyg                          |
| Tjänst                             | Betyg                                  |
| ---------------------------------- | -------------------------------------- |
| Gamerankings                       | (X360) 83.66% (PS3) 82.23% (PC) 63.75% |
| Metacritic                         | (X360) 82/100 (PS3) 80/100 (PC) 70/100 |
| Recensionsbetyg                    |                                        |
| Publikation                        | Betyg                                  |
| 1UP.com                            | B+                                     |
| Computer and Video Games           | 8.7/10                                 |
| Edge                               | 8/10                                   |
| Eurogamer                          | 8/10                                   |
| Game Informer                      | 7.0/10                                 |
| Gamepro                            | [ 25 ]                                 |
| Gamespot                           | 8.0/10                                 |
| Gamesradar                         | 8/10                                   |
| IGN                                | 8.0/10                                 |
| Official PlayStation Magazine (UK) | 8/10                                   |
| Official Xbox Magazine (UK)        | 8.0/10                                 |

Enslaved: Odyssey to the West har fått positiva recensioner. Recensionsammanställningssidorna Gamerankings och Metacritic gav Xbox 360-utgåvan 83,66% och 82/100, och Playstation 3-utgåvan 82,23% och 80/100.
Mycket av berömmet riktades mot stilen, beskriven av McKinley Noble på Gamepro som "livligt detaljerad... som myllrar av färg och ljus", som "för en post-apokalyptisk värld, Enslaved skiner med underbara landskap, ljust sceneri, och färgglada miljöer. Det är en värld där naturen sakta växer över ruinerna av den moderna tiden, och nivåerna ser alla otroligt livfulla ut som ett resultat." Tidskriften Edge uttryckte sig på liknande sätt i vad de kände var spelets "största prestation, att stå ut i det fyllda fältet av... färgdränerade datorspelsapokalypser, och tjänar som en livfull oas i de i övrigt dunkla bruna ödelanden." Tillsammans med den färgglada, detaljerade miljön, kom ytterligare lovord kring karaktärerna, i synnerhet deras dialog och ansiktsanimationer. Matthew Keast på Gamesradar tyckte att "vad Enslaved representerar är en mer mogen ingång till historieberättande, och genom att vara mer subtil (och till och med tvetydig i flera av dess karaktärers reaktioner mot varandra) utvecklar det en rätt emotionell utdelning", och summerade att det var "ett spel att rättfärdiga spelmediet som legitimt för historieberättande". Gametrailers hyllade röstskådespeleriet och motion capture-insatsen.      
Sett till stridsystemet kallade Jim Sterling på Destructoid det "tillräckligt varierat trots enkelheten i kommandona", medan de mer positiva omdömena kom från "interaktionerna mellan Monkey och Trip som verkligen placerar Enslaved framåt", samt Monkeys svävande skiva som "det är så lätt för "fordonsmässiga" sektioner av ett actionspel att falla isär, men genom att behålla kontrollerna för både Monkey och Cloud, har Ninja Theory skapat en förträfflig liten springare för våran viga hjälte". Tom Mc Shea på Gamespot kommenterade att "varken striden eller plattformsspelandet är jättebra var för sig, men smart tempo försäkrar att du alltid upplever något nytt. Spännande delsekvenser är injicerade mellan standardaction, vilket skapar uppvaknande ögonblick av ohämmad upphetsning."
Några kritiker fann bitvis  ett antal tekniska problem, och noterades vara mer förekommande i Playstation 3-utgåvan, bland annat ojämna texturer och frånvaron av vissa karaktärer under cutscenes.
Spelet fick sex nomineringar från Academy of Interactive Arts & Sciences men erhöll inget pris.
Ett nedladdningsbart expansionspaket till Enslaved, Pigsy's Perfect 10, släpptes till Playstation 3 och Xbox 360 i november 2010. Som en föregångare till huvudstoryn tar spelaren kontroll över karaktären Pigsy (Richard Ridings), som är en vän till Trips far. Berättelsen är en sidohistoria snarare än direkt länkad, detta för att inte inkräkta på händelserna i huvudspelet som följde.